# Leucospis
Leucospis es un género de avispas de la familia Leucospidae. Miden 2.3 a 16.5 mm. Son de colores negro y amarillo brillante. La mayoría son de colores brillantes con un diseño de negro y amarillo. Tienen fémures de las patas posteriores característicamente ensanchados. Las alas tienen un pliegue longitudinal. El ovipositor se curva hacia arriba del abdomen y del metasoma.
Hay alrededor de 130 especies. Son parasitoides de abejas solitarias y avispas. Se los encuentran alrededor del mundo, generalmente en regiones tropicales.

Leucospis gigas

## Especies
Las especies del género incluyen:
- Leucospis addenda Boucek, 1974
- Leucospis affinis Say, 1824
- Leucospis africana Cameron, 1907
- Leucospis aliena Boucek, 1974
- Leucospis anthidioides Westwood, 1874
- Leucospis antiqua Walker, 1862
- Leucospis aruina Walker, 1862
- Leucospis atriceps (Girault, 1925)
- Leucospis aurantiaca Shestakov, 1923
- Leucospis auripyga Boucek, 1974
- Leucospis australis Walker, 1871
- Leucospis azteca Cresson, 1872
- Leucospis bakeri Crawford, 1915
- Leucospis banksi Weld, 1922
- Leucospis bifasciata Klug, 1814
- Leucospis biguetina Jurine, 1807
- Leucospis bioculata Boucek, 1974
- Leucospis birkmani Brues, 1925
- Leucospis brasiliensis Boucek, 1974
- Leucospis brevicauda Fabricius, 1804
- Leucospis buchi Hedqvist, 1968
- Leucospis bulbiventris Cresson, 1872
- Leucospis calligastri (Ferrière, 1938)
- Leucospis carinifera Kriechbaumer, 1894
- Leucospis cayennensis Westwood, 1839
- Leucospis clavigaster Boucek, 1974
- Leucospis colombiana Boucek, 1974
- Leucospis conicus (Schrank, 1802)
- Leucospis coxalis Kirby, 1885
- Leucospis darjilingensis Mani, 1937
- Leucospis desantisi Boucek, 1974
- Leucospis dorsigera Fabricius, 1775
- Leucospis egaia Walker, 1862
- Leucospis elegans Klug, 1834
- Leucospis enderleini Ashmead, 1904
- Leucospis fallax Boucek, 1974
- Leucospis femoricincta Boucek, 1974
- Leucospis fuelleborniana Enderlein, 1903
- Leucospis funerea Schletterer, 1890
- Leucospis genalis Boucek, 1974
- Leucospis gigas Fabricius, 1793
- Leucospis giraulti Boucek, 1974
- Leucospis glaesaria Engel, 2002
- Leucospis globigera Boucek, 1974
- Leucospis guzeratensis Westwood, 1839
- Leucospis histrio Maindron, 1878
- Leucospis holubi Boucek, 1974
- Leucospis hopei Westwood, 1834
- Leucospis ignota Walker, 1862
- Leucospis imitans Boucek, 1974
- Leucospis incarnata Westwood, 1839
- Leucospis insularis Kirby, 1900
- Leucospis intermedia Illiger, 1807
- Leucospis japonica Walker, 1871
- Leucospis klugii Westwood, 1839
- Leucospis lankana Boucek & Narendran, 1981
- Leucospis latifrons Schletterer, 1890
- Leucospis leptomera Boucek, 1974
- Leucospis leucotelus Walker, 1852
- Leucospis mackerrasi Naumann, 1981
- Leucospis maculata Weld, 1922
- Leucospis malaica Schletterer, 1890
- Leucospis manaica Roman, 1920
- Leucospis metatibialis Boucek, 1974
- Leucospis mexicana Walker, 1862
- Leucospis micrura Schletterer, 1890
- Leucospis miniata Klug, 1834
- Leucospis moleyrei Maindron, 1878
- Leucospis morawitzi Schletterer, 1890
- Leucospis nambui Habu, 1977
- Leucospis namibica Boucek, 1974
- Leucospis nigerrima Kohl, 1908
- Leucospis nigripyga Boucek, 1974
- Leucospis niticoxa Boucek, 1974
- Leucospis obsoleta Klug, 1834
- Leucospis opalescens Weld, 1922
- Leucospis ornata Westwood, 1839
- Leucospis osmiae Boucek, 1974
- Leucospis parvula Boucek, 1974
- Leucospis pediculata Guérin-Méneville, 1844
- Leucospis petiolata Fabricius, 1787
- Leucospis pictipyga Boucek, 1974
- Leucospis pinna Grissell & Cameron, 2002
- Leucospis poeyi Guérin-Méneville, 1844
- Leucospis procera Schletterer, 1890
- Leucospis propinqua Schletterer, 1890
- Leucospis pubescens Boucek, 1974
- Leucospis pulchella Crawford, 1915
- Leucospis pulcherrima Nagase, 2007
- Leucospis pulchriceps Cameron, 1909
- Leucospis pyriformis (Weld, 1922)
- Leucospis regalis Westwood, 1874
- Leucospis reversa Boucek, 1974
- Leucospis rieki Boucek, 1974
- Leucospis rileyi Schletterer, 1890
- Leucospis robertsoni Crawford, 1909
- Leucospis robusta Weld, 1922
- Leucospis rostrata Boucek, 1974
- Leucospis santarema Walker, 1862
- Leucospis schlettereri Schulthess-Schindler, 1899
- Leucospis sedlaceki Boucek, 1974
- Leucospis signifera Boucek, 1974
- Leucospis sinensis Walker, 1862
- Leucospis slossonae Weld, 1922
- Leucospis speifera Walker, 1862
- Leucospis sumichrastii Cresson, 1872
- Leucospis texana Cresson, 1872
- Leucospis tricolor Kirby, 1883
- Leucospis vallicaucaensis Pujade-Villar & Caicedo, 2010
- Leucospis vanharteni Schmid-Egger, 2010
- Leucospis varicollis Cameron, 1909
- Leucospis ventricosa Boucek, 1974
- Leucospis versicolor Boucek, 1974
- Leucospis violaceipennis Strand, 1911
- Leucospis viridis Vago & Pauly, 2003
- Leucospis williamsi Boucek, 1974
- Leucospis xylocopae Burks, 1961
- Leucospis yasumatsui Habu, 1961